# InnoDB
InnoDB — це потужний механізм (рушій) зберігання даних, розроблений фінською компанією Innobase Oy, яка була придбана в жовтні 2005 року концерном Oracle Corporation.
Поширюється за ліцензією GNU General Public License. Є у всіх нових версіях MySQL і, для MySQL починаючи з версії 5.5 є механізмом за замовчуванням.
Застосування InnoDB дозволяє використання базою даних таких функцій, як транзакція, зовнішні ключі. Він також сумісний з ACID.
У цьому рушії є два способи для зберігання даних: файл або група файлів, загальних для всіх баз даних і таблиць, або один файл даних для кожної таблиці. Інші важливі особливості InnoDB: блокування на рівні рядків, можливість стиснення даних, і MVCC.
MariaDB (включно до версії 10.1) та Percona Server за замовчуванням використовують форк InnoDB що називається XtraDB. XtraDB підтримується компанією Percona. Зміни Oracle з InnoDB регулярно імпортуються в XtraDB, а також додаються деякі виправлення та функціонал.